# Don Smith (écrivain)
Pour les articles homonymes, voir Don Smith et Smith.
Don Smith, né Donald Taylor Smith le 2 août 1909 à Port Colborne, en Ontario, au Canada, est un écrivain canadien, auteur de roman policier et de roman d'espionnage.

## Biographie
Il fait des études au Ridley College (en) de Saint Catharines. De 1934 à 1939, il est correspondant en Chine du Toronto Star. Pendant la Seconde Guerre mondiale, il s'engage comme pilote de chasse dans la Royal Air Force. Il est décoré de la Flying Cross. Puis il s'installe au Maroc pour s'occuper de yachts jusqu'en 1952 avant de partir pour Majorque et d'effectuer du négoce jusqu'en 1963.
En 1952, il publie son premier roman Out of the Sea. En 1969, il fait paraître The Man Who Played Thief, premier volume d'une série de quatre romans consacrée au personnage de Tim Parnell, ancien agent de la CIA installé à l'aéroport d’Amsterdam en tant que détective privé spécialisé en piraterie aérienne. Son seul roman traduit en français est La Timbale (The Payoff), paru dans la collection Série noire en 1974. Tim Parnell y enquête pour retrouver des maîtres chanteurs qui font sauter les avions de la Lufthansa.
En 1968, il crée le personnage de Phil Sherman, homme d'affaires et dirigeant une société d'import-export spécialisée dans le commerce des ordinateurs avec les nations de l'Europe de l'Est, en particulier la Tchécoslovaquie et agent occasionnel de la CIA. Il en devient un agent à temps plein à compter sa quatorzième aventure. La série comprend vingt et un romans, dont les titres des douze premiers commencent tous par Secret Mission.

## Œuvre

### Romans

#### SérieTim Parnell
- The Man Who Played Thief (1969)
- The Padrone (1971)
- The Payoff  (1973) Publié en français sous le titre La Timbale, traduit par Michel Deutsch, Paris, Gallimard, Série noire no 1686, 1974
- Corsican Takeover (1974)

#### SériePhil Sherman
- Secret Mission : Peking (1968)
- Secret Mission : Prague (1968)
- Secret mission: Corsica (1968)
- Secret Mission : Morocco (1968)
- Secret Mission : Istanbul (1969)
- Secret Mission : Tibet (1969)
- Secret Mission : Cairo (1968)
- Secret Mission : North Korea (1970)
- Secret Mission : Angola (1969)
- Secret Mission : Munich (1970)
- Secret Mission : Athens (1971)
- Secret Mission : The Kremlin Plot (1971)
- The Marseilles Enforcer (1972)
- Death Stalk in Spain (1972)
- Haitian Vendetta (11973)
- Night of the Assassin (1973)
- The Libyan Contract (1974)
- The Peking Connection (1975)
- The Dalmatian Tapes (1976)
- The Bavarian Connection (1978)
- The Strausser Transfer (1978)

#### Autres romans
- Out of the Sea (1952)
- China Coaster (1954)

## Sources
- Claude Mesplède, Les Années "Série noire" bibliographie critique d'une collection policière, t. 4 : 1972-1982, Amiens, Encrage, coll. « Travaux » (no 25), 1995, 318 p. (ISBN 978-2-906389-63-2), p. 113-114.
- Claude Mesplède et Jean-Jacques Schleret, SN, voyage au bout de la Noire : inventaire de 732 auteurs et de leurs œuvres publiés en séries Noire et Blème : suivi d'une filmographie complète, Paris, Futuropolis, 1982 (OCLC 11972030), p. 339
- Claude Mesplède  et Jean-Jacques Schleret (Éd. rév. de: SN, voyage au bout de la Noire), Les auteurs de la Série noire, 1945-1995, Nantes, Joseph K, coll. « Temps noir », 1996, 627 p. (ISBN 978-2-910686-11-6, OCLC 300207570), p. 429.